# Safia Al Sayegh
Safia Al Sayegh (en arabe : صفية الصايغ), née le 23 septembre 2001 à Dubaï, est une coureuse cycliste émiratie. Elle est multiple championne des Émirats arabes unis.

## Biographie
Safiya Al Sayegh commence le cyclisme à l'âge de 14 ans, après avoir pratiqué la natation, la gymnastique et l'athlétisme. Elle s'entraîne avec son père sur de courtes distances près de chez eux. Lorsqu'elle entend parler de la création d'une équipe nationale féminine de cyclisme, elle demande à son père de la rejoindre. Au début, il est contre l'idée parce qu'il craint pour ses résultats scolaires. Plus tard, elle concourt pour l'équipe cycliste de la police de Dubaï. 
En 2019, elle devient double championne des Émirats arabes unis chez les juniors (moins de 19 ans). La même année, elle termine quatrième de la course en ligne aux championnats asiatiques sur route juniors. Elle participe principalement à des courses en Afrique et en Asie, à l'exception d'une participation à la course cycliste irlandaise Rás na mBan. Elle participe également à des courses de VTT. Elle termine à plusieurs reprises sur le podium aux championnats arabes, sur route et sur piste. 
En 2022, elle remporte les titres nationaux sur la course en ligne et le contre-la-montre individuel. La même année, elle signe un contrat avec l'équipe UAE ADQ. Cela fait d'elle la première femme de son pays à participer à l'UCI World Tour féminin et la première cycliste professionnelle à porter le hijab. Elle est également la deuxième cycliste de son pays après Yousif Mirza à courir pour une UCI WorldTeam. Elle choisit de terminer ses études universitaires en design graphique d'ici mai 2022, avant de commencer à courir pour l'équipe.
Dans une interview, Al Sayegh a souligné qu'elle considère son engagement « un grand honneur et aussi une grande responsabilité ». Elle veut encourager les filles, en particulier arabes et musulmanes, à faire du vélo et à faire de la compétition sportive.

## Palmarès sur route

### Par années
- 2019
  -  Championne des Émirats arabes unis sur route juniors
  -  Championne des Émirats arabes unis du contre-la-montre juniors
- 2022
  -  Championne des Émirats arabes unis sur route
  -  Championne des Émirats arabes unis du contre-la-montre
  -  Médaillée d'argent au championnat arabe sur route
  -  Médaillée de bronze du championnat d'Asie du contre-la-montre espoirs
- 2023
  -  Championne des Émirats arabes unis sur route
  -  Championne des Émirats arabes unis du contre-la-montre
- 2024
  -  Championne des Émirats arabes unis sur route
  -  Championne des Émirats arabes unis du contre-la-montre
- 2025
  -  Championne des Émirats arabes unis sur route
  -  Championne des Émirats arabes unis du contre-la-montre
  -  Médaillée d'argent du championnat d'Asie du contre-la-montre

### Classements mondiaux
| Année                                 | 2022 | 2023 |
| ------------------------------------- | ---- | ---- |
| Classement UCI                        | 276e | 187e |
| UCI World Tour                        | nc   | 311e |
|                                       |      |      |
| Légende : nc = non classéSource : UCI |      |      |